# DutchCulture
DutchCulture, voorheen de Stichting Internationale Culturele Activiteiten (SICA) is een Nederlandse stichting die zich bezighoudt met promotie van de Nederlandse cultuursector in het buitenland.

## Geschiedenis
De geschiedenis van de organisatie gaat terug tot 1999, toen de Stichting Internationale Culturele Activiteiten (SICA) werd opgericht. Veertien jaar later, op 1 januari 2013 is DutchCulture ontstaan uit de fusie tussen SICA, Trans Artists en MEDIA Desk Nederland. In de maand juli van dat jaar betrok DutchCulture een pand aan de Herengracht in Amsterdam.

## Werkzaamheden
DutchCulture informeert, adviseert en ondersteunt Nederlandse culturele organisaties en kunstenaars bij hun buitenlandse activiteiten. DutchClture werkt in opdracht voor de ministeries van Onderwijs, Cultuur en Wetenschap en Buitenlandse Zaken en de Europese Unie. Ze voert ook opdrachten uit voor Nederlandse ambassades in het kader van het Nederlandse Internationaal Cultuurbeleid, voor culturele organisaties in het buitenland en biedt derden toegang tot de Nederlandse cultuursector.  

## Coördinatie culturele programma's
- Viering culturele samenwerking Nederland - Vlaanderen 2015
- Viering 400 diplomatieke betrekkingen Nederland - Zweden 2014
- Nederland - Ruslandjaar 2013
- Nederland - Turkijejaar 2012
- Dutch Culture Centre World Expo 2010 Shanghai
- LOW Festival Hongarije
- NL-Ruhr tijdens Ruhr.2010
- Forum on European Culture 2016, 2018, 2020 - in samenwerking met debatcentrum de Balie.